# Mirko Valdifiori
Mirko Valdifiori (* 21. April 1986 in Lugo) ist ein italienischer Fußballspieler.

## Karriere

### Im Verein
Valdifiori entstammt der Jugend der AC Cesena. Für Cesena kam er in der Saison 2004/05 zu seinem Profidebüt in der Serie B. Da er in der folgenden Saison auf lediglich einen Ligaeinsatz kam, wechselte er zur AC Pavia, die zwar eine Liga tiefer spielte, bei der er jedoch regelmäßige Einsatzzeiten erhielt. Trotz dieser verließ er Pavia nach einem Jahr und schloss sich der AC Legnano an, bei der er ebenfalls regelmäßig zum Zuge kam. Doch auch Legnano war nur eine kurze Station, da Valdifiori 2008 zum FC Empoli wechselte. Er konnte sich sofort etablieren und ist seit seinem Engagement Stammspieler. In sechs Serie B-Spielzeiten kam er auf 197 Spiele, in denen er vier Tore erzielte. Am Ende der letzten stand mit dem zweiten Tabellenplatz zudem der Aufstieg in die Serie A fest. Sein erstes Serie-A-Spiel absolvierte er am 31. August 2014 bei der 0:2-Niederlage gegen Udinese Calcio.
Nachdem Valdifiori mit Empoli die Klasse halten konnte, wechselte Trainer Maurizio Sarri zur Saison 2015/16 zur SSC Neapel. Im Zuge dessen verpflichteten die Neapolitaner auch Valdifiori für eine Ablösesumme in Höhe von circa 5,5 Millionen Euro.
Im Sommer 2016 wechselte Valdifiori zum FC Turin.

### In der Nationalmannschaft
Valdifiori wurde von Antonio Conte im März 2015 das erste Mal für die Italienische Nationalmannschaft nominiert. Nachdem er im Spiel gegen Bulgarien noch nicht eingesetzt worden war, durfte er drei Tage später, am 31. März, in der Partie gegen England sein Debüt für die Squadra Azzurra feiern. Im Mai 2015 nahm Valdifiori zudem an einem Lehrgang der Nationalmannschaft teil, der zur Vorbereitung auf die Länderspiele gegen Kroatien und Portugal stattfand. Für die beiden Partien wurde er jedoch nicht berücksichtigt. Seitdem wurde Valdifiori nicht mehr nominiert.

## Erfolge
- Aufstieg in die Serie A: 2013/14